# 仄腹蜡蝉科
仄腹蜡蝉科（学名：Achilixiidae）是半翅目下的一个科。

## 下属分类
本科包括以下属：
- 仄腹蜡蝉属 Achilixius Muir, 1923
- Bebaiotes Muir, 1924
- Muirilixius Metcalf, 1938